# Gertraude Krell

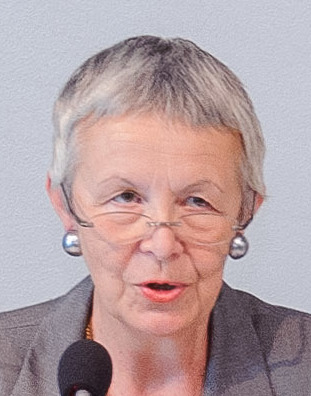
Gertraude Krell, 2012

Gertraude Krell (geb. 18. April 1952 in Darmstadt, gest. 5. Januar 2016 in Berlin) war eine deutsche Wirtschaftswissenschaftlerin und Professorin für Betriebswirtschaftslehre mit dem Schwerpunkt Personalpolitik am Fachbereich Wirtschaftswissenschaften, Institut für Management, der Freien Universität Berlin. Ihr Forschungsschwerpunkt lag im Bereich Chancengleichheit durch Personalpolitik.

## Beruflicher Werdegang
Ihr Studium der Soziologie, der Volks- und Betriebswirtschaftslehre in den 1970er-Jahren an der Freien Universität Berlin schloss Gertraude Krell 1975 mit einem Diplom in Volkswirtschaftslehre und 1976 mit einem Diplom in Betriebswirtschaftslehre ab. Im Anschluss war sie als wissenschaftliche Mitarbeiterin an der Universität Oldenburg tätig. Hier kam sie das erste Mal mit der Frauenbewegung in Berührung. Sie promovierte 1983 mit der Schrift Das Bild der Frau in der Arbeitswissenschaft. Ihre Habilitation Vergemeinschaftende Personalpolitik erschien 1994.
1991 nahm sie einen Ruf auf die Professur für Betriebswirtschaftslehre mit dem Schwerpunkt Personalpolitik am Fachbereich Wirtschaftswissenschaft an der Freien Universität Berlin an, wo sie bis 2007 als Professorin am Institut für Management tätig war. Im Jahr 1999 war sie Gastprofessorin an der Universität Innsbruck.
Auch nach ihrer krankheitsbedingten Pensionierung 2007 forschte, publizierte und referierte sie nicht nur weiterhin zu ihren Themengebieten, sondern beriet auch für die Gleichstellungs- und Genderpolitik wichtige Institutionen und Organisationen. Am 5. Januar 2016 starb sie im Alter von 63 Jahren.

## Wirken und Schwerpunkte
Gertraude Krells Forschungsschwerpunkte lagen in den Feldern Chancengleichheit der Geschlechter, insbesondere hinsichtlich Entgelt und Führungspositionen, Gender und Diversity, Emotionen in Organisationen sowie diskursive (De-)Konstruktionen von „Ökonomie“. So verfasste sie zum Beispiel ihre Dissertation über Das Bild der Frau in der Arbeitswissenschaft (1984), und sie war (Mit-)Herausgeberin der Bände Frauenerwerbsarbeit: Forschungen zu Geschichte und Gegenwart (1993), Personalpolitik aus der Sicht von Frauen – Frauen aus der Sicht der Personalpolitik (1993) und Betriebswirtschaftslehre und Gender Studies (2005).
Indem sie das Geschlechterthema in ihrer wissenschaftlichen Arbeit von unterschiedlichsten Seiten beleuchtete, leistete sie einen Beitrag zur erfolgreichen Etablierung der Geschlechterforschung in die Betriebswirtschaftslehre. Der Grundstein dafür wurde mit dem von ihr 1997 erstmals herausgegebenen Band Chancengleichheit durch Personalpolitik gelegt, das als ein Standardwerk der deutschen Gleichstellungspolitik gesehen wird. Ein weiterer Meilenstein in der wissenschaftlichen Arbeit von Krell war das Projekt zur impliziten Diskriminierung von Frauentätigkeiten im Dienstleistungssektor (1997). Die Ergebnisse dieses Projektes flossen nicht nur in die wissenschaftliche Diskussion ein, sondern gingen auch konkret in die politische Diskussion um die Reform des Tarifsystems für den öffentlichen Dienst ein.
In den letzten Jahren ihres Lebens standen die vielfältigen Verbindungen von Gender Mainstreaming und Diversity-Konzepten im Mittelpunkt ihrer Arbeit.

## Auszeichnungen
2003 erhielt Gertraude Krell den Margherita-von-Brentano-Preis der Freien Universität Berlin für die erfolgreiche Etablierung der Geschlechterforschung in die Betriebswirtschaftslehre sowie die handlungsorientierten Ergebnisse.

## Publikationen (Auswahl)

### Monografien und Herausgeberschaften
- Gertraude Krell: Das Bild der Frau in der Arbeitswissenschaft. Campus, Frankfurt/New York 1984, ISBN 3-593-33342-2.
- Karin Hausen, Gertraude Krell (Hrsg.): Frauenerwerbsarbeit: Forschungen zu Geschichte und Gegenwart. Edition Rainer Hampp, München/Mering 1993, ISBN 3-87988-062-X.
- Gertraude Krell, Margit Osterloh (Hrsg.): Personalpolitik aus der Sicht von Frauen – Frauen aus der Sicht der Personalpolitik. Was kann die Personalforschung von der Frauenforschung lernen? (Sonderband 1992 der Zeitschrift für Personalforschung), 2. Aufl., Edition Rainer Hampp, München/Mering 1993, ISBN 3-87988-073-5.
- Gertraude Krell, Vergemeinschaftende Personalpolitik: Normative Personallehren, Werks- und Betriebsgemeinschaft, Betriebliche Partnerschaft, Japan, Unternehmenskultur. Edition Rainer Hampp, München/Mering 1994, ISBN 3-87988-084-0.
- Gertraude Krell, Andrea-Hilla Carl, Anna Krehnke: Diskriminierungsfreie Bewertung von (Dienstleistungs-)Arbeit. Ein Projekt im Auftrag der Gewerkschaft Öffentliche Dienste, Transport und Verkehr, hrsg. vom Bundesvorstand ver.di – Vereinte Dienstleistungsgewerkschaft e.V., Stuttgart 2001
- Gertraude Krell (Hrsg.): Betriebswirtschaftslehre und Gender Studies. Analysen aus Organisation, Personal, Marketing und Controlling. Gabler, Wiesbaden 2005, ISBN 978-3-322-90234-4.
- Gertraude Krell, Richard Weiskopf: Die Anordnung der Leidenschaften. Passagen, Wien 2006, ISBN 978-3-85165-586-5.
- Gertraude Krell, Hartmut Wächter: Diversity Management: Impulse aus der Personalforschung. Edition Rainer Hampp, München/Mering 2006, ISBN 3-86618-091-8.
- Gertraude Krell, Barbara Riedmüller, Barbara Sieben, Dagmar Vinz (Hrsg.): Diversity Studies: Grundlagen und disziplinäre Ansätze. Campus, Frankfurt/New York 2007, ISBN 978-3-593-38478-8.
- Gertraude Krell, Renate Ortlieb, Barbara Sieben (Hrsg.): Chancengleichheit durch Personalpolitik, 6. Aufl., Wiesbaden: Gabler 2011, ISBN 978-3-8349-6838-8.
- Gertraude Krell, Daniela Rastetter, Karin Reichel (Hrsg.): Geschlecht Macht Karriere in Organisationen. Analysen zur Chancengleichheit in Fach- und Führungspositionen. edition sigma, Berlin 2012, ISBN 978-3-8360-3583-5.
- Rainer Diaz-Bone, Gertraude Krell (Hrsg.): Diskurs und Ökonomie. VS Verlag für Sozialwissenschaften, Wiesbaden 2015, ISBN 978-3-531-19987-0.

### Artikel in Fachzeitschriften
- Gertraude Krell: Managing Diversity und Gender Mainstreaming: ein Konzeptvergleich. Sozialwissenschaften und Berufspraxis, 27. Jg. 2004, S. 367–376.
- Gertraude Krell: Die Zukünfte von Gender Mainstreaming. In: WSI Mitteilungen, 68. Jg., Heft 1, 2015, S. 62–63.

### Beiträge in Sammelbänden
- Gertraude Krell: Gender und Diversity: Eine ‚Vernunftehe‘ — Plädoyer für vielfältige Verbindungen. In: Sünne Andresen, Mechthild Koreuber, Dorothea Lüdke (Hrsg.): Gender und Diversity: Albtraum oder Traumpaar? VS Verlag für Sozialwissenschaften, 2009, ISBN 978-3-531-15135-9.

### Vorträge
- ver.di Fachdialog Gender, „Diversity – Vom Managementkonzept zum MitarbeiterInnenkonzept“, Berlin, 2 Nov 2011, Diversity Management – ein Konzept auch für Arbeitnehmer_innen?!  https://gender.verdi.de/++file++52b84056890e9b1bce0007bc/download/2011102%20Vortrag%20Krell.pdf
- ver.di Fachdialog Gender, „Zwischen Business Case und Verteilungsgerechtigkeit – Personalpolitische Handlungsspielräume durch Diversity“, Berlin, 20. März 2012, Diversity-orientierte Personalpolitik, https://gender.verdi.de/++file++52b8452f890e9b1bce0007c0/download/DiM_verdi_Berlin_2012-2FolienproSeite.pdf